# Інтернет-планшет

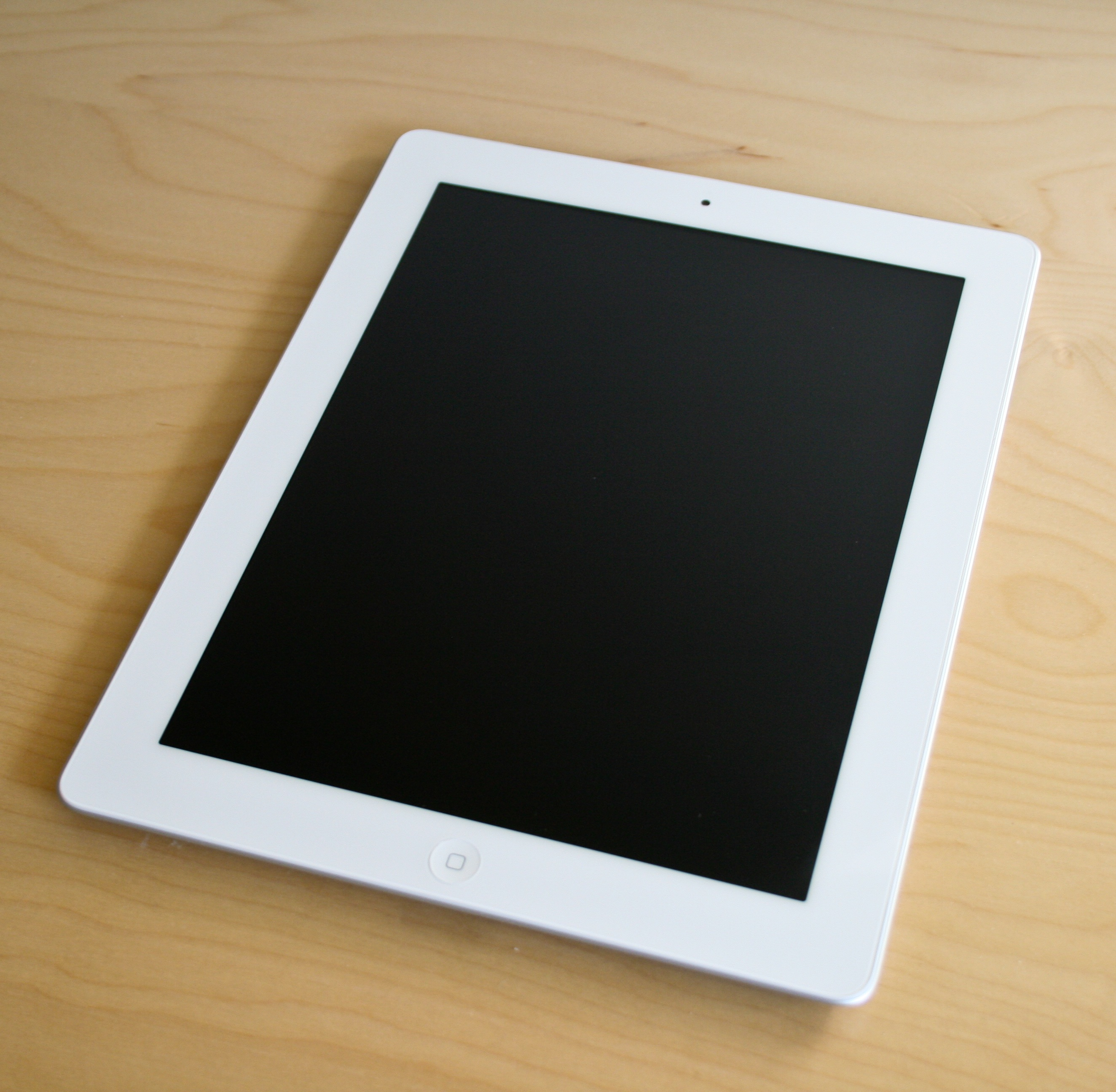
Apple iPad 2 (2011) — один із найпопулярніших інтернет-планшетів.

Інтернет-планшет (англ. Internet tablet або Web tablet — Вебпланшет, або Pad tablet — Pad-планшет (Блокнотний планшет), або Web-pad — Вебблокнот, або Surfpad — Вебсерфінг-блокнот) — мобільний комп'ютер належить до типу планшетних комп'ютерів із діагоналлю екрана від 7 до 12 дюймів, збудований на апаратній платформі того ж класу, яка використовується для смартфонів.
Для управління інтернет-планшетом використовується сенсорний екран, взаємодія з яким здійснюється за допомогою пальців, без використання фізичної клавіатури і миші. Введення тексту на сенсорному екрані в цілому не поступається клавіатурному по швидкості. Багато сучасних інтернет-планшетів дозволяють використовувати для користування програмами мультитач-жести.
Інтернет-планшети, як правило, мають можливість бути постійно підключенним до мережі інтернет — через Wi-Fi або 3G/4G-з’єднання. Тому інтернет-планшети зручно використовувати для вебсерфінгу (перегляду вебсайтів та вебсторінок), запуску вебдодатків, і взаємодії з будь-якими вебслужбами.
Необхідно враховувати, що Інтернет-планшет в наш час не є повною заміною ПК або ноутбуку, так як його функціональність обмежена високими вимогами до його мобільності (поєднанню низького енергоспоживання і габаритів).

## Відмінні особливості
Окремі різновиди інтернет-планшетів почали з’являтись ще на початку 2000-х років, але дана категорія комп'ютерів отримала широке поширення тільки в 2010 році, після презентації і випуску планшету Apple iPad. Багато аналітиків відносять інтернет-планшети до пристроїв посткомп'ютерної епохи, які простіші і зрозуміліші звичних персональних комп'ютерів і з часом можуть витіснити ПК з ІТ-ринку.
На презентації інтернет-планшету Apple iPad 2 Стів Джобс сказав:
|  | Технології невіддільні від гуманітарних наук — і це твердження як ніколи справедливе для пристроїв посткомп'ютерної епохи. Конкуренти намагаються намацати оптимальний баланс в нових моделях персональних комп'ютерів. Це не той шлях, який обирає Apple — насправді, майбутнє за посткомп'ютерними приладами, які простіші та зрозуміліші, ніж звичні PC. |

Головна відмінна особливість даного сімейства комп'ютерів — апаратна несумісність з IBM PC-комп'ютерами та встановлений на них різновид мобільних операційних систем, що звичайно використовуються в смартфонах, таких як:
1. Android (Google);
2. BlackBerry Tablet OS (BlackBerry);
3. iOS (Apple);
4. Open webOS (LG Electronics);
5. Sailfish OS (Jolla[en]);
6. Tizen (Intel / Samsung);
7. Windows RT (Microsoft).

Або орієнтовані на хмарні сервіси та вебдодатки ОС, наприклад:
1. Chrome OS (Google);
2. Jolicloud.

Встановлена мобільна ОС не дає користувачу використовувати всю широту програмного забезпечення, доступного на настільному комп’ютері, і в цій обмеженій функціональності інтернет-планшети схожі з електронними книгами (читалками).
Все ж інтернет-планшети мають більше функцій, ніж електронні книги і використовуються для: 1) вебсерфінгу (перегляду вебсайтів і вебсторінок), 2) запуску вебдодатків, 3) взаємодії з будь-якими вебслужбами, 4) читання електронних книг, 5) перегляду фотоальбомів, 6) відтворення мультимедіа-файлів (перегляду відео, прослуховування музики), 7) комп'ютерних ігор, 8) роботи з електронною поштою, 9) спілкування засобом програм миттєвого обміну повідомленнями, а також VoIP і SIP-сервісів (включаючи відеозв'язок), 10) невеликої редакції електронних документів і мультимедіа-файлів.
Основні якості, що відрізняють інтернет-планшет від стандартного планшетного ПК:
- низька вартість пристрою,
- сенсорний екран, призначений для роботи за допомогою пальців,
- легкий і зручний інтерфейс користувача (більше схожий на інтерфейс смартфону, ніж на інтерфейс ПК),
- розвинені засоби бездротового інтернет-зв'язку (Wi-Fi, 3G/4G),
- тривалий час автономної роботи (яким раніше могли похизуватися стільникові телефони).

## Розповсюдженість

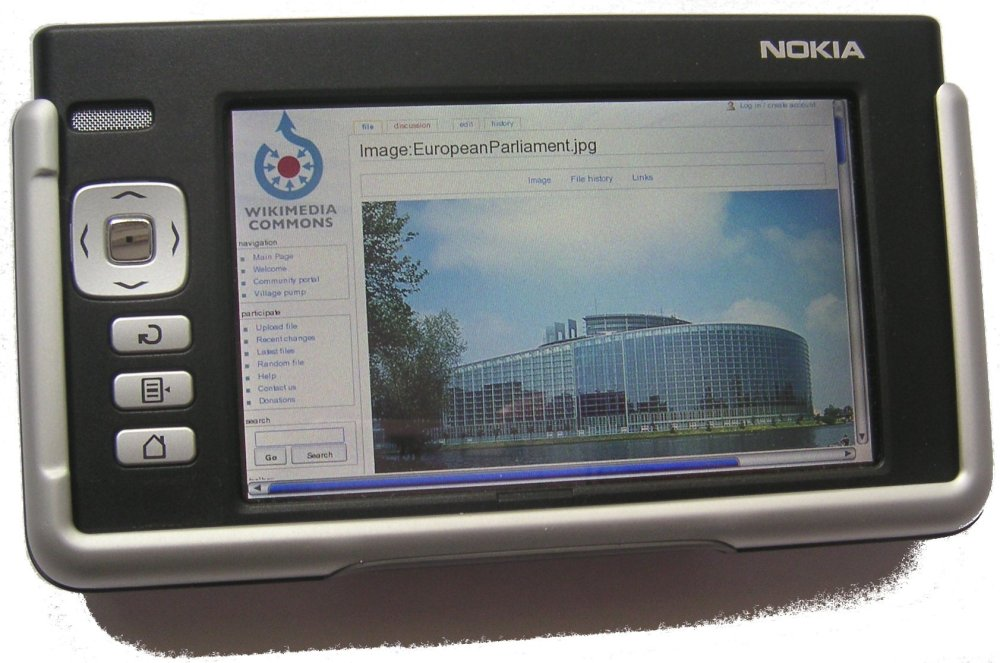
Nokia 770 Internet Tablet (2005) — один з перших достатньо розповсюджених інтернет-планшетів.

Одним з перших масових інтернет-планшетів став представлений 27 січня 2010 року компанією Apple інтернет-планшет iPad. Цей пристрій має розмір екрану 9,7 дюймів, мобільну ОС Apple iOS  багато в чому є еволюцією смартфону Apple iPhone і.
Після комерційного успіху інтернет-планшету Apple iPad, протягом 2010 року найбільші компанії ІТ-ринку почали анонсувати і випускати свої варіанти інтернет-планшетів, такі як: ASUS Eee Pad, BlackBerry PlayBook, Dell Looking Glass Tablet, HP TouchPad, Motorola XOOM, Samsung Galaxy Tab, Sharp Galapagos, Sony S1, ViewSonic ViewPad, HTC Flyer та інші. 

На початку 2010 року, згідно з даними компанії NVIDIA, в розробці знаходилось вже більше 50 моделей інтернет-планшетів на основі нового процесору Nvidia Tegra 2.

Тім Баджарин (Tim Bajarin), головний аналітик Creative Strategies, заявив,що 2010 рік беззастережно стане роком планшетних комп’ютерів. За його словами, новий процесор Nvidia Tegra 2 надає всі ті якості, що так важливі для сучасних планшетів:
- негайний перегляд web-сторінок,
- трьохмірний інтерфейс користувача,
- продуктивна графічна частина,
- відео високої чіткості,
- — і все це разом з таким часом автономної роботи, яким раніше могли похизуватися лише стільникові телефони..

У 2010 році, інтернет-планшети більше підходили для домашнього використання (яскравий приклад: планшет для домогосподинь AlessiTAB), але CEO корпорації Intel — Пол Отелліні вважав, що для корпоративного використання інтернет-планшети будуть готові приблизно через 2 роки.

«Форм-фактор планшетів розвивається дуже швидко і подібні пристрої вже є у багатьох, але поки що це лише корисне доповнення для основних обчислювальних рішень — настільного ПК і ноутбука. У планшетів є цілком конкретні ліміти на продуктивність, сумісність з прийнятим в корпоративній згоді програмним забезпеченням, з системою вводу / виводу, нарешті, навіть з шифруванням даних», — сказав Пол Отелліні.

За оцінками дослідницької компанії IHS iSuppli, в 2012 році глобальні продажі інтернет-планшетів перевищать 126,6 млн штук. Основним драйвером продаж будет виступати iPad, а також бюджетні пристрої з невеликою діагоналлю екрану. В IHS iSuppli говорять, що в 2011 році було продано 82,1 млн планшетів.

## Апаратна архітектура
Планшет оснащений ємнісним сенсорним екраном, акумулятором, та іншими електронними схемами з мікросхемами: 
- енергоефективний чип з процесором переважно на архітектурі ARM, з графічним процесором, що вбудовані в спільну систему на кристалі.
- оперативна пам'ять, енергонезалежна flash пам'ять,
- контролер для комунікації з Wi-Fi, Bluetooth, GPS, модем для стільникових мереж, та інше. Більшість таких компонентів  зазвичай вбудовано в систему на кристалі разом з процесором

Ці компоненти не є спеціалізовані для мобільних пристроїв і не є сумісними з IBM PC-комп'ютерами.
Сенсорний екран часто має функції мультитач - фіксування одночасного дотику декількох пальців. Присутні на ринку планшети розрізняються по технології роботи самого дисплею, тип матриці, їх фізичний розмір та роздільна здатність.
Процесори для інтернет-планшетів випускають такі компанії як: Broadcom, Freescale, Marvell, Ingenic Semiconductor, Nvidia, Qualcomm, Rockchip, Samsung, ST-Ericsson, TI, VIA, ZiiLABS та інші.
Для даної категорії пристроїв використовуються процесори, спеціально проектовані для смартфонів і мобільних інтернет-пристроїв (MID), які також застосовуються в деяких смартфонах.

## Програмна частина
У інтернет-планшетах використовуються різновиди мобільних операційних систем, звичайно використовуваних в смартфонах.
Компанія Apple використовує у своєму інтернет-планшеті iPad операційну систему Apple iOS, інтерфейс якого спеціально розроблений для зручного управління сенсорним екраном за допомогою мультитач-жестів.
Існує багато прикладів використання мобільної операційної системи Google Android (основаної на версії ОС Linux).
Є розробки ОС для інтернет-планшетів на базі інших мобільних версій ОС Linux — наприклад в інтернет-планшеті WeTab використовується мобільна ОС MeeGo.
Також існують приклади використання ОС сімейства BSD, QNX, або навіть Microsoft Windows CE for MID, інтерфейс яких спеціально перероблений для зручної роботи з сенсорним екраном, зокрема, з мультитач-управлінням.
Компанія Google розробляє спеціальний варіант своєї операційної системи Google Chrome OS, адаптований для інтернет-планшетів.

## Історія інтернет-планшетів
Тут приведені найбільш яскраві концепції і моделі інтернет-планшетів, що вплинули на розвиток даного типу комп’ютерної техніки:
- 1968 рік
  - Научно-фантастичний фільм Стенлі Кубрика: Космічна одиссея 2001 року. Перша візуалізація планшетних комп’ютерів.

- 1987 рік
  - Навігатор знань[en] — концепція електронного секретаря у вигляді планшетного комп'ютера, представлена компанією Apple у 1987 році.

- 1996 рік
  - У 1996 році компанія DEC представила втілення у «залізі» DEC Lectrice — комп'ютер з пір'яним вводом (прообраз сучасних e-books)[19].

- 2000 рік
  - У 2000 році компанія 3Com випустила планшетний пристрій для вебсерфінгу — 3Com Audrey[en][20].

- 2005 рік
  - 25 травня 2005 року компанія Nokia анонсувала на LinuxWorld Summit в Нью-Йорку свій перший інтернет-планшет — Nokia 770 Internet Tablet[21].

- 2007 рік
  - 9 січня 2007 року на конференції MacWorld Expo компанія Apple, в обличчі свого CEO Стіва Джобса, провела презентацію кишенькового комп'ютера/смартфона iPhone, на якому вперше була використана мобільна ОС Apple iOS.

- 2010 рік
  - 27 січня 2010 року був представлений інтернет-планшет Apple iPad с розміром екрану 9,7 дюймів, багато в чому є еволюцією кишенькового комп'ютера/смартфона iPhone і використовуючий таку ж мобільну ОС Apple iOS[5].

- 2011 рік
  - 6 січня 2011 року був анонсований планшет Motorola XOOM, що має операційну систему Google Android 3.0 Honeycomb, розробленою спеціально для планшетів. В ньому використовується платформа Nvidia Tegra 2 і зверх міцне скло Gorilla glass.
  - 1 вересня 2011 року був анонсований планшет Sony Tablet S, що має операційну систему Google Android 3.2 Honeycomb, розробленою спеціально для планшетів. Фірма Sony зробила планшет несхожим ні на один інший за формою. В ньому використана платформа Nvidia Tegra 2, також фірма Sony зробила планшет сертифікованим PlayStation, і змінила ОС Google Android для своїх продуктів.
- 2014
  - Xiaomi починає свою серію Xiaomi Mi Pad
  - Lenovo відокремлює серію IdeaPad Yoga Tablet від ноутбуків IdeaPad Yoga - це планшети на базі процесорів Intel Atom з архітектурою x86

## Приклади інтернет-планшетів
- Apple iPad з Apple iOS
- Acer Iconia Tab A500 с ОС Android
- Archos 5 Internet Tablet[22] 7 Home tablet з ОС Android
- ASUS Eee Pad[6]
- Dell Looking Glass Tablet[8] з ОС Android
- HP TouchPad[9] з ОС HP webOS
- Lenovo IdeaPad K1 з ОС Android 3.2.1
- Motorola XOOM[10] з ОС Android 3.0
- Nokia Internet Tablet N900 з ОС Maemo
- RoverComputers Roverpad с ОС Android
- Samsung Galaxy Tab[11] з ОС Android
- ViewSonic ViewPad[14] с ОС Android
- QUMO Go![23] с ОС Android